# AN/SPY-1
AN/SPY-1 — американська багатофункціональна трикоординатна РЛС з фазованою антенною решіткою, розроблена компанією Lockheed Martin. Призначена для виявлення, розпізнавання та супроводження повітряних, балістичних і надводних цілей, видачі цілевказівок в автоматизовану систему бойового управління, наведення на ціль винищувачів, зенітних керованих ракет і протиракет типу «Стандарт». Є основою АСБУ «Іджис» — здійснює пошук цілей за азимутом і кутом місця, їх захват, класифікацію та супроводження, командне управління зенітними ракетами на стартовій і маршовій ділянках траєкторії. Централізація усіх цих функцій в одній системі дозволила скоротити число радарів на кораблі, зменшити взаємні перешкоди, збільшити кількість супроводжуваних і обстрілюваних цілей (до 250 і 20 відповідно). Виробляється з 1983 року, за цей час розроблено п'ять основних модифікацій радара. Встановлюється на американські кораблі типу «Тікондерога» і «Арлі Берк», а також кораблі інших країн.

## Історія створення
Базова модель радара, яка згодом отримала позначення AN/SPY-1A розроблялася як основний радіолокатор протиповітряної оборони корабельної групи. Ця станція призначалася в першу чергу для виявлення, супроводу і забезпечення можливості перехоплення зенітними керованими ракетами протикорабельних крилатих ракет.
Розробка AN/SPY-1 розпочалася у 1965 році на основі радара з фазованою решіткою AN/SPG-59, що створювався для нереалізованого проекту атомного фрегата DLGN з АСБУ RIM-50 Typhon. Дослідно-конструкторські роботи здійснювалися Лабораторією прикладної фізики Університету Джонса Гопкінса. Перший експериментальний наземний зразок з одною решіткою був випробуваний у 1973 році в лабораторії компанії RCA (Radio Corporation of America) у Черрі-Гілл в Нью-Джерсі. Через рік аналогічний радар з одною ФАР був встановлений на дослідному кораблі «Нортон Саунд». Перший серійний зразок встановлений у 1983 році на крейсері «Тікондерога».

## Конструкція
Радар включає в себе антену, передавач, сигнальний процесор, систему управління і допоміжне обладнання. Антена складається з чотирьох нерухомих пасивних решіток, орієнтованих за азимутом з інтервалом 90º, кожна з яких покриває один сегмент (90º за азимутом, 90º за кутом місця) просторової півсфери. Кожна решітка має вигляд восьмикутника розміром 3,6×3,6 м і складається з 4350 окремих випромінюючих елементів. Крейсери типу
 «Тікондерога» мають по дві решітки в носовій (передня і права) і кормовий (задня ліва) частинах надбудови. На есмінцях типу «Арлі Берк» усі чотири решітки розташовані в одній надбудові і спрямовані під кутом ±45º до діаметральної площині корабля. Радар має широкий частотний діапазон, в межах якого частота імпульсу змінюється випадковим чином, що ускладнює роботу засобів електронної протидії противника і протирадіолокаційних ракет.

### Принцип роботи

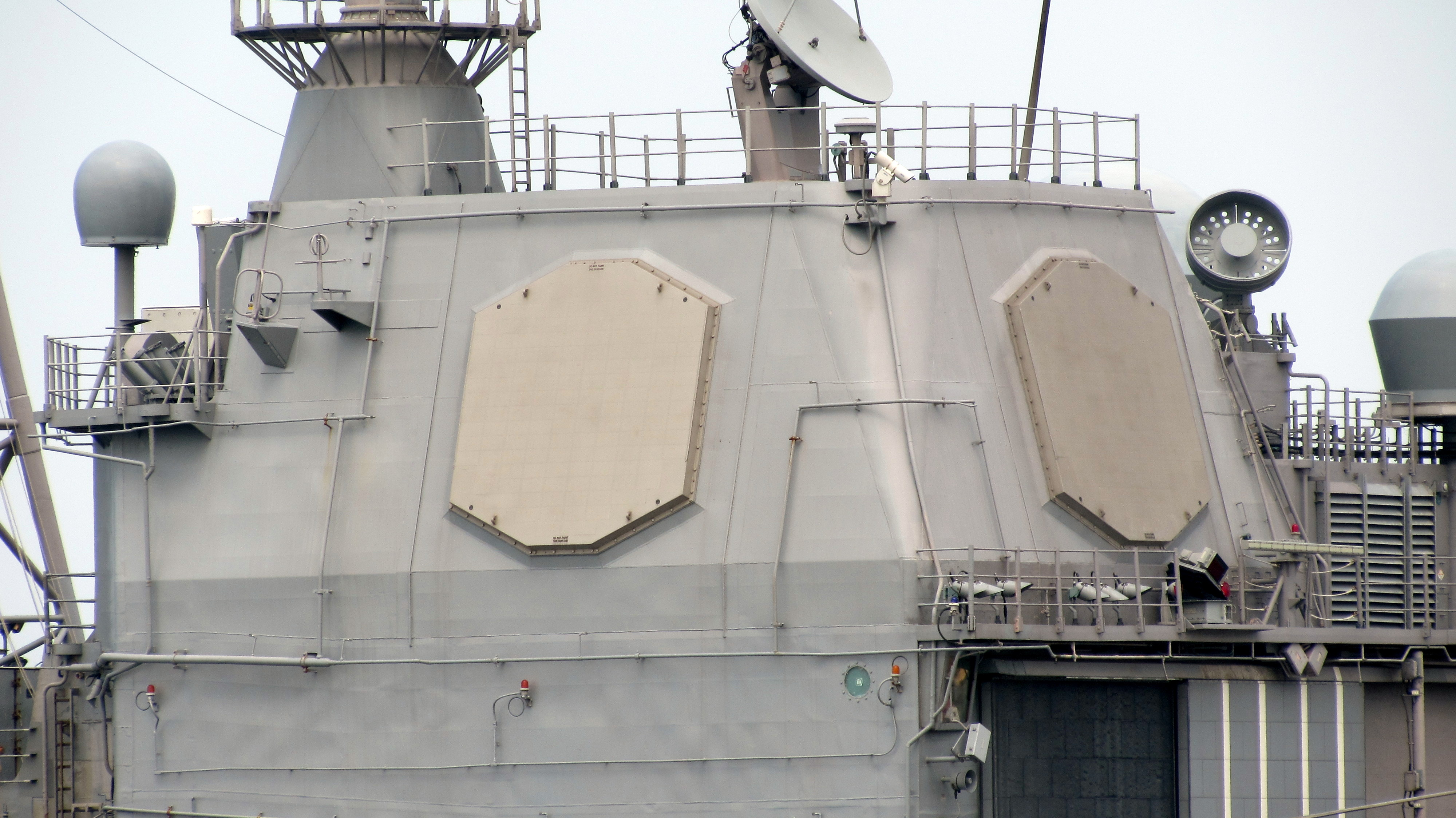
Дві панелі ФАР AN/SPY-1 на кормовій надбудові крейсера типу «Тікондерога»

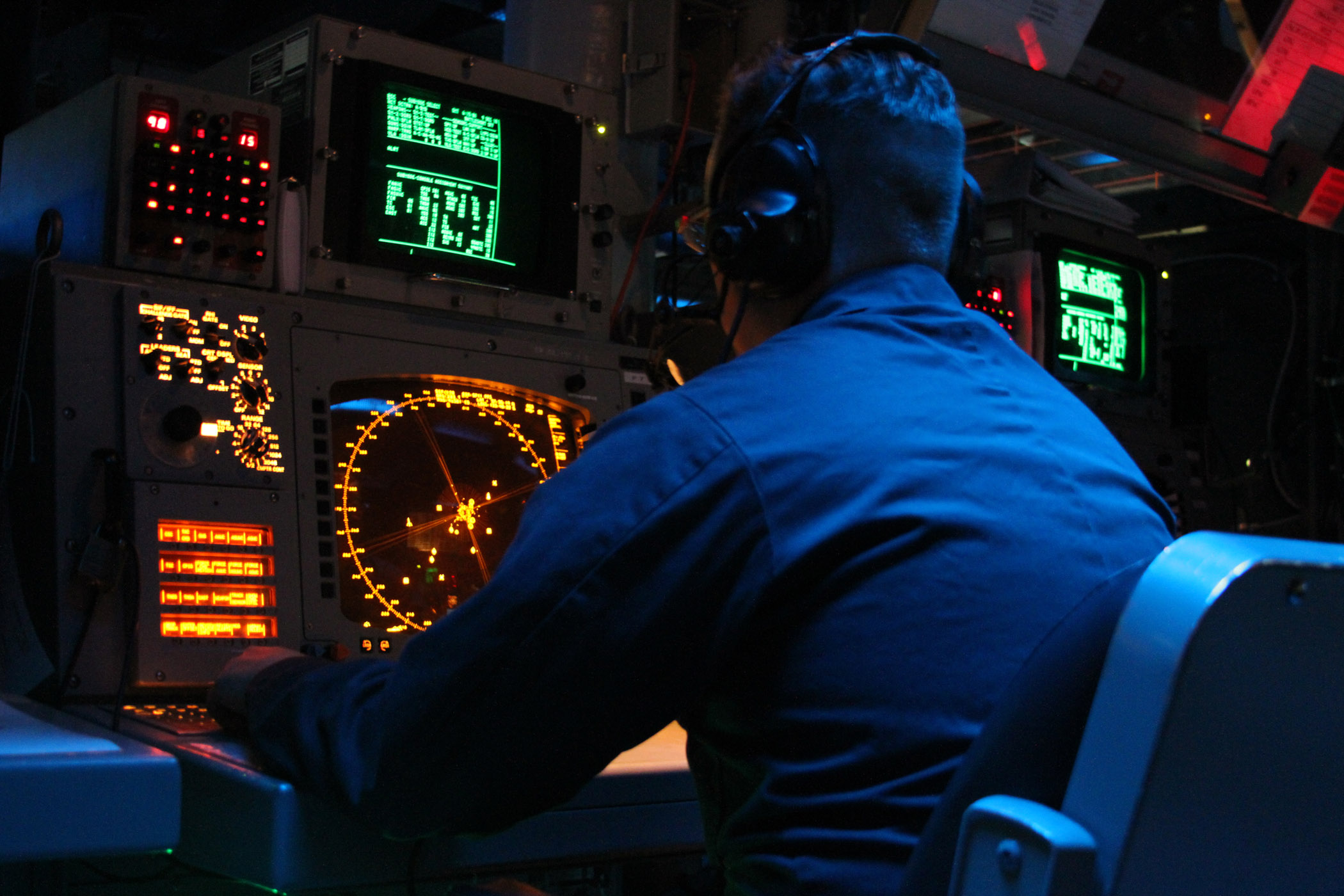
Консоль оператора AN/SPY-1 з індикацією повітряно-надводної обстановки

Фазована антенна решітка, яка лягла в основу концепції AN/SPY-1, це пристрій, який шляхом створення певної картини електромагнітного поля в навколишньому просторі дозволяє формувати вузькоспрямовані промені діаграми спрямованості довільного напрямку без механічного повороту і орієнтації самої антени. Відсутність рухомих механічних частин і електронне керування дозволяють з інтервалом у декілька мілісекунд довільним чином змінювати напрям променя.
Робочий цикл SPY-1 складається з трьох підциклів, порядок і тривалість яких може довільним чином змінюватись залежно від ситуації і завдань, що стоять. Приблизно половину часу займає пошук (сканування), коли радар послідовно формує вузькоспрямовані промені, які рівномірно заповнюють відповідний квадрант простору. При цьому виявляються усі цілі, які знаходяться в радіусі 320 км від корабля. На кожну виявлену ціль протягом декількох секунд після її виявлення формуються кілька додаткових променів, які визначають її параметри — швидкість (доплерівським методом) і напрямок руху.
За вказівкою оператора або в автоматичному режимі для деяких цілей може встановлюватися режим супроводження, при якому цілі опромінюються радаром з інтервалом у кілька секунд. Формування променів для сканування супроводжуваних цілей становить другий підцикл роботи радара. Таким чином, радар забезпечує режим супроводу в процесі огляду (TWS).
Третій підцикл — управління своїми зенітними ракетами в польоті. Для кожної запущеної зенітної ракети радар з інтервалом у кілька секунд визначає параметри траєкторії і при необхідності перепрограмовує автопілот, направляючи ракету до цілі за найбільш оптимальним маршрутом. Радіокомандне управління ракетою відбувається тільки на стартовій і маршевій ділянках траєкторії. На кінцевій ділянці, за кілька секунд до зустрічі з ціллю, ракета переводиться в режим напівактивного самонаведення за допомогою спеціальних радарів підсвічування.
Моменти пуску ракет обчислюються системою управління таким чином, щоб кількість ракет, що знаходяться в даний момент на кінцевій ділянці траєкторії, не перевищувала кількості наявних на кораблі радарів підсвічування цілі (чотири на крейсерах типу «Тікондерога», три на есмінцях типу «Арлі Берк»). Використання описаного алгоритму дозволяє одночасно обстрілювати кілька десятків цілей (до 20 цілей для крейсера типу «Тікондерога»).
На кораблях, що не мають системи «Іджис», управління ракетою з моменту пуску здійснювалося спеціально виділеним радаром наведення, таким чином, щоб кількість одночасно обстрілюваних цілей не перевищувала кількість радарів наведення.

## Модифікації

### AN/SPY-1A
SPY-1А — базова модифікація. Антена зібрана з 148 модулів, кожен з яких містить до 32 випромінюючих елементів і фазообертачів — всього 4096 випромінювачів, 4352 фазообертачів і 128 додаткових елементів в кожній антені. Модулі групуються у передавальні і приймальні підмасиви, які в свою чергу групуються у 32 передавальних і 68 приймальних масиви. За іншими даними, антена складається з 68 модулів по 64 елемента в кожному, що в сумі дає 4352 елементи. Випромінення здійснюють вісім передавачів, кожен з яких має чотири підсилювачі зі схрещеними полями з імпульсною потужністю 132 кВт кожен.
Управління здійснюється обчислювальною системою, ядро якої складається з 16 комп'ютерів AN/UYK-7, сервера AN/UYK-19 і 11 мини-комп'ютерів AN/UYK-20; інформація виводиться на чотири основні кольорові дисплеї AN/UYA-4 і чотири допоміжні PT-525, які дозволяють відстежувати до 128 цілей (або більше у бойовому режимі).
Модифікація SPY-1A установлена на перших семи крейсерах типу «Тікондерога», п'ять з яких уже виведені зі складу флоту.

### AN/SPY-1B

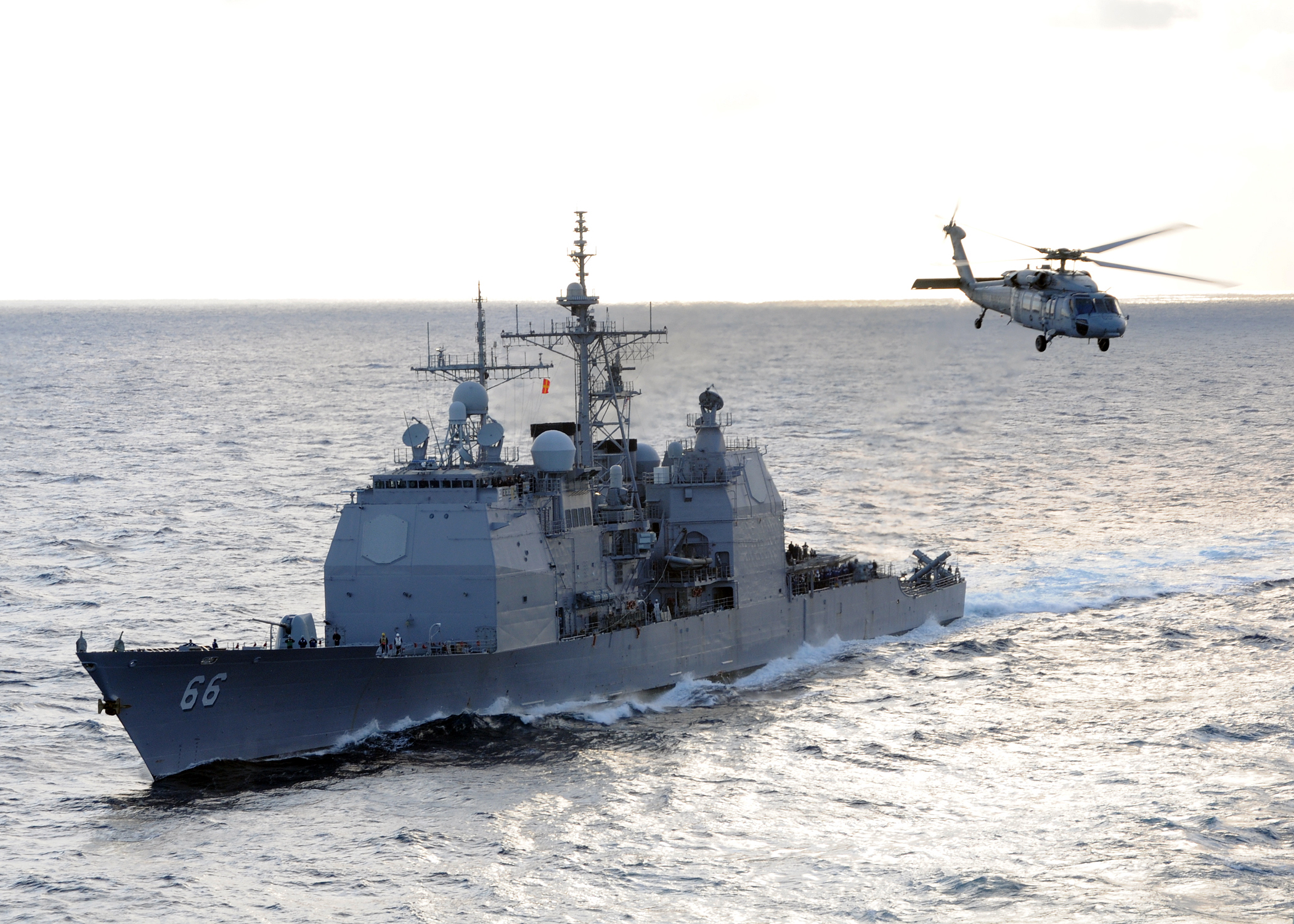
Крейсер «Гюе-сіті» (CG 66). Добре видно дві панелі ФАР AN/SPY-1 на носовій і кормовій надбудові

SPY-1B вперше встановлена на крейсері CG-59 «Прінстон». Вона забезпечує при тій же імпульсній потужності, що і SPY-1A більш довгі імпульси і великі кути піднесення променя для виявлення пікіруючих цілей. Має полегшені антени (3,6 проти 5,4 тон на одну решітку) і на 15 dB меншу амплітуду бічних пелюсток. Кожна антена має 4350 випромінювальних елементів. Більш компактна кабельна система дозволила зменшити розміри модуля до двох елементів (всього 2175 модулів по два елементи в кожному). Використання 7-бітного кодування фазообертача замість 4-бітного збільшило точність переміщення променя. Завдяки використанню більш сучасної елементної бази кількість апаратних кімнат зменшилася з 11 до 5, вага апаратури — з 6,7 до 4,9 тон, кількість типових елементів заміни — з 3 600 до 1 600. Істотно поліпшені характеристики сигнального процесора — він зібраний на 11 мікропроцесорах 16-бітної архітектури. У версії 1B введена ручне регулювання підсилення приймача, що дозволяє оператору за необхідності або зменшити чутливість для зниження кількості помилкових цілей, або збільшити, щоб мати можливість виявляти малорозмірні цілі. Настройка здійснюється індивідуально по секторах, дозволяючи змінювати умови спостереження на загрозливих і незагрозливих напрямках. Розробка більш пізнього, з гнучкими можливостями індикації цілей, AN/SPY-1B, розпочата у 1997 році, отримала код AN/SPY-1B(V).

### AN/SPY-1D
SPY-1D — модифікація для установки на есмінці типу «Арлі Берк». Усі чотири антени розташовані в одній надбудові (на крейсерах типу «Тікондерога» рознесені антени попарно на дві надбудови). Управління радаром здійснюється з допомогою комп'ютера AN/UYK-43 з індикатором AN/UYQ-21. У модифікації SPY-1D канал зв'язку з ракетою забезпечується головною антеною (у SPY-1A для цього призначався окремий передавач і спеціальна антена).

### AN/SPY-1D(V)

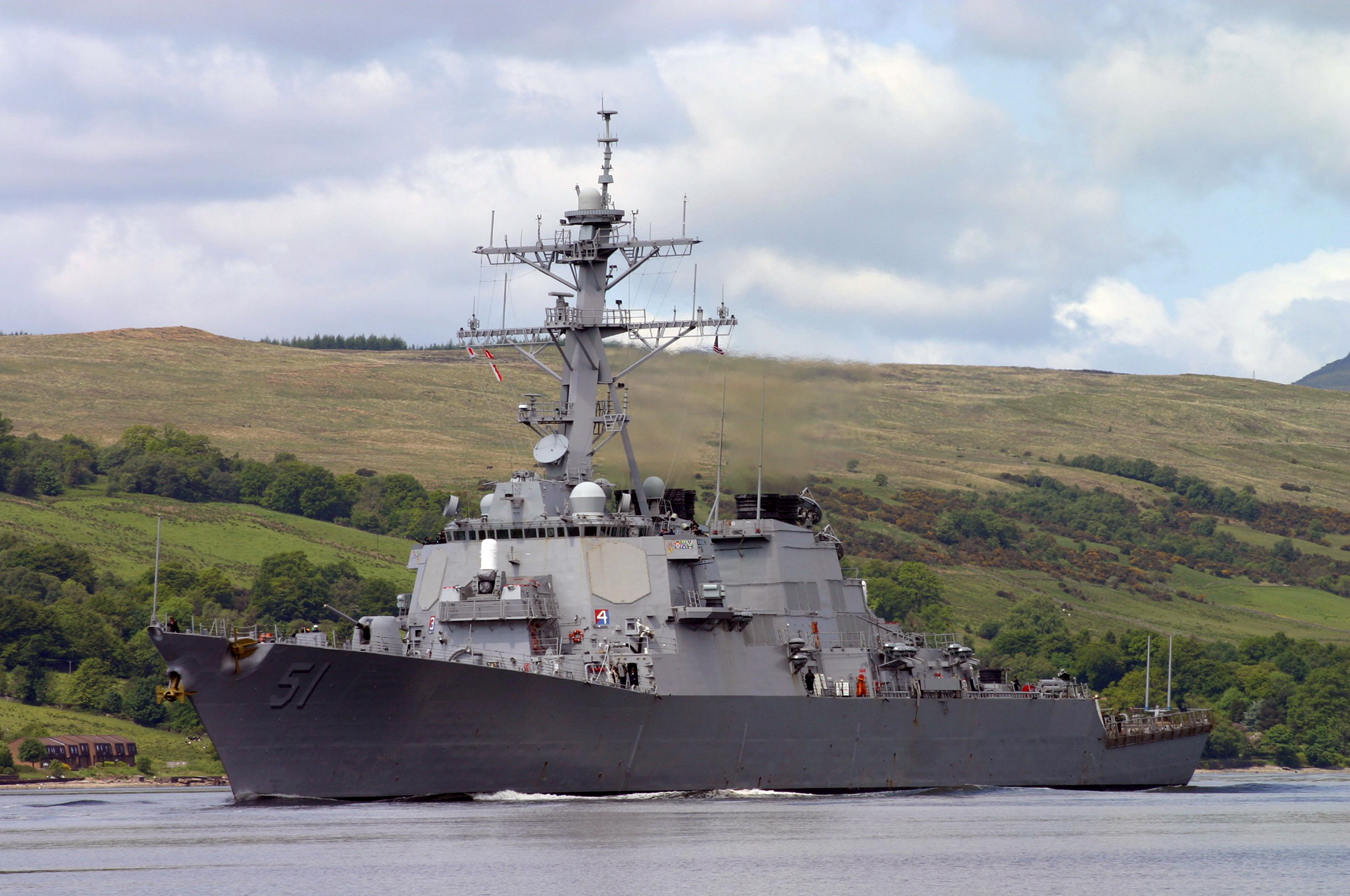
Есмінець «Стаут» (DDG-55). Видно дві панелі ФАР AN/SPY-1 побортно на носовій надбудові

SPY-1D(V) — модифікація, оптимізована для виділення низьколетячих цілей в умовах перешкод, викликаних близькістю берега або дією систем електронної протидії противника. Ця модифікація розроблялася з 1992 року в рамках програми «Відповідь на нові загрози» (англ. New Threat Response, NTR), яка передбачала розробку засобів для боротьби зі швидкісними низьколетячими малорозмірними цілями, такими як крилаті ракети. В процесі розробки був врахований досвід бойових дій у Перській затоці. Головні зусилля були спрямовані на вдосконалення сигнального процесора. Були внесені зміни в конструкцію передавача, а також програми, що керує роботою радара. Збільшено кількість променів, що працюють в системі виділення рухомих цілей. Використовується адаптивний режим формування променя з урахуванням рівня шумів у відповідному напрямку. Ця модифікація має можливість захоплювати і супроводжувати балістичні ракети. Встановлюється замість SPY-1D на есмінцях типу «Арлі Берк» починаючи з DDG-91 «Пінкні».

### AN/SPY-1E SBAR
SPY-1E SBAR (англ. S Band Active Array) — радар наступного покоління з активною фазованою решіткою (компанія «Локхід Мартін» використовувала також позначення AN/SPY-2, нині відомий також під назвою AN/SPY-1 VSR). Підтримує відкриту переконфігуровану архітектуру, завдяки якій легко використовуються нові технології обробки сигналів. Розробка почалася у 1999 році. Планувався до установки на есмінцях типу «Зумвольт» і авіаносцях типу «Джеральд Форд» (установка скасована).
.

### AN/SPY-1F
SPY-1F — модифікація для невеликих кораблів класу фрегат. Полегшена версія AN/SPY-1D, де використовується антена розміром 2×4 м з 1 836 елементами і двоканальна (замість чотириканальної) обробка сигналів. Дальність виявлення висотних цілей становить 175 км, низьколетячих — 45 км. Перший зразок був тестований у 2003 році. Існує модифікація AN/SPY-1F(V) орієнтована на роботу в прибережних районах з високим рівнем завад та виявлення низьколетячих крилатих ракет.

### AN/SPY-1K
SPY-1K — є найменшою версією радара SPY-1, заснована на тій же архітектурі, що й SPY-1D та SPY-1F. Модифікація для кораблів класу корвет і менше. Імпульсна потужність передавача 600 кВт, антена розміром 1,5 м з 912 елементами. Використовується також в проекті 2600-тонного фрегата, розробленого консорціумом AFCON (англ. Advanced Frigate Consortium). На основі цього проекту був створений норвезький фрегат «Фрітьоф Нансен», а у 2003 році він був одним з двох учасників конкурсу на створення нового бойового корабля ВМС Ізраїлю[джерело?].

## Оператори
- Австралія: есмінці типу «Хобарт»[en] (AN/SPY-1D(V))
- Іспанія: Фрегати типу «Альваро де Басан» (AN/SPY-1D)
- Норвегія: фрегати типу «Фрітьоф Нансен»[en] (AN/SPY-1K)
- Південна Корея: есмінці типу «Король Седжон»[en] (AN/SPY-1D)
- США: ракетні крейсери типу «Тікондерога» (AN/SPY-1A на CG-47—58, AN/SPY-1B на CG-59—73), есмінці типу «Арлі Берк» (AN/SPY-1D)
- Японія: есмінці типу «Конго» (AN/SPY-1D), есмінці типу «Атаго»[en] (AN/SPY-1D)

Зацікавленість у придбанні радара для своїх майбутніх кораблів виявляв також Тайвань, проте у 2000 році йому було відмовлено, аби уникнути ускладнень у китайсько-американських відносинах[джерело?].